# 出羽海
出羽海（でわのうみ）は、日本相撲協会の年寄名跡のひとつ。名跡名の由来は出羽国（現在の山形県、秋田県）と考えられ、江戸相撲ではなく庄内地方の名跡だったとも言われる。
初代から5代までは出羽ノ海であったが、角聖と呼ばれた5代・出羽ノ海（元第19代横綱・常陸山谷右エ門）と同じ年寄名を名乗ることを畏れ多きことと判断した6代目（元小結・両国梶之助）が、表記上のみノを外し、出羽海として継承した。これ以降、5代・出羽ノ海に対する敬意が今日まで代々受け継がれ、表記は出羽ノ海ではなく出羽海となっている。

## 出羽海の代々
- 代目の太字は、部屋持ち親方を表す。

| 代目 | 引退時しこ名     | 最高位 | 現役時の所属部屋                                                      | 襲名期間                     | 備考                                       |
| ---- | ---------------- | ------ | --------------------------------------------------------------------- | ---------------------------- | ------------------------------------------ |
| 初代 | 出羽ノ海運右エ門 | 前1    | 友綱部屋                                                              | 1800年頃                     |                                            |
| 2代  | 鹿間津滝右エ門   | 幕下1  | 出羽ノ海-小野川(大阪)-出羽ノ海部屋                                    | 1808年-1809年                |                                            |
| 3代  | 桂川立吉         | 幕下   | ---                                                                   | 1862年-1890年1月?            |                                            |
| 4代  | 常陸山虎吉       | 前1    | 入間川-出羽ノ海 -浜風-出羽ノ海部屋                                    | 1890年1月-1915年1月（廃業）  | 二枚鑑札                                   |
| 5代  | 常陸山谷右エ門   | 横綱   | 入間川-出羽ノ海 -三ッ湊（名古屋）-中村（大阪） -?（広角組）-?（広島） | 1914年5月-1922年6月（死去）  |                                            |
| 6代  | 両國梶之助       | 小結   | 時津風（大阪）-不知火（大阪） -出羽ノ海部屋                           | 1923年1月-1948年10月（死去） |                                            |
| 7代  | 常ノ花寛市       | 横綱   | 出羽ノ海-出羽海部屋                                                   | 1949年1月-1960年11月（死去） | 第2代・相撲協会理事長                      |
| 8代  | 出羽ノ花國市     | 前1    | 出羽海部屋                                                            | 1960年11月-1968年3月         | 13代武蔵川に名跡変更 第4代・相撲協会理事長 |
| 9代  | 佐田の山晋松     | 横綱   | 出羽海部屋                                                            | 1968年3月-1996年2月          | 12代境川に名跡変更 第7代・相撲協会理事長   |
| 10代 | 鷲羽山佳和       | 関脇   | 出羽海部屋                                                            | 1996年2月-2014年1月          | 15代高崎に名跡変更                         |
| 11代 | 小城乃花昭和     | 前2    | 出羽海部屋                                                            | 2014年2月-                   |                                            |

## 力士としての出羽海
- 出羽海運右エ門 (初代) - 天明・寛政年間（1780・90年代）の力士。最高位前頭筆頭。出羽海金藏 → 出羽海運右エ門（初代）と改名。
- 鹿間津瀧右エ門 - 享和・文化年間（1800年代）の力士。最高位幕下筆頭。鷲ヶ浜音右エ門（2代） → 鹿間津瀧右エ門 → 出羽ノ海滝右エ門と改名。
- 出羽ノ海軍右エ門 - 1860年代の力士。最高位幕下9枚目。
- 出羽ノ海運右エ門 (2代) - 1880・90年代の力士。最高位前頭筆頭。常陸山虎吉 → 出羽海運右エ門（2代） → 出羽ノ海運右エ門と改名。